# هوبوکن (کارولینای شمالی)
هوبوکن (به انگلیسی: Hobucken) یک محدوده ثبت‌نشده در ایالت کارولینای شمالی کشور ایالات متحده آمریکا است که جمعیت آن در سرشماری سال ۲۰۱۰ میلادی، ۱۲۹ نفر بوده‌است.